# Regering-Barre II
De regering-Barre II (Frans: Gouvernement Raymond Barre II) was de regering van de Franse Republiek van 30 maart 1977 tot 5 april 1978.
| Ambtsbekleder                         | Ambtsbekleder                     | Ambtsbekleder                   | Functie(s)                             | Ambtstermijn      | Ambtstermijn      | Partij(en)   |
| ------------------------------------- | --------------------------------- | ------------------------------- | -------------------------------------- | ----------------- | ----------------- | ------------ |
|                                       | Raymond Barre                     | Raymond Barre (1924–2007)       | Premier                                | 26 augustus 1976  | 21 mei 1981       | O            |
| Minister van Financiën                | Raymond Barre                     | Raymond Barre (1924–2007)       | 5 april 1978                           | 26 augustus 1976  |                   | O            |
| Minister van Economische Zaken        | Raymond Barre                     | Raymond Barre (1924–2007)       | 5 april 1978                           | 26 augustus 1976  |                   | O            |
|                                       | Christian Bonnet                  | Christian Bonnet (1921–2020)    | Minister van Binnenlandse Zaken        | 30 maart 1977     | 21 mei 1981       | RI (1977–78) |
|                                       | Christian Bonnet                  | Christian Bonnet (1921–2020)    | Minister van Binnenlandse Zaken        | 30 maart 1977     | 21 mei 1981       | UDF (1978)   |
|                                       | Raymond Barre                     | Louis de Guiringaud (1911–1982) | Minister van Buitenlandse Zaken        | 26 augustus 1976  | 29 november 1978  | DVD          |
|                                       | Yvon Bourges                      | Yvon Bourges (1921–2009)        | Minister van Defensie                  | 30 januari 1975   | 1 oktober 1980    | RPR          |
|                                       | Alain Peyrefitte                  | Alain Peyrefitte (1925–1999)    | Minister van Justitie                  | 30 maart 1977     | 21 mei 1981       | RPR          |
| Zegelbewaarder                        | Alain Peyrefitte                  | Alain Peyrefitte (1925–1999)    |                                        | 30 maart 1977     | 21 mei 1981       | RPR          |
|                                       |                                   | André Rossi (1921–1994)         | Minister van Buitenlandse Handel       | 26 augustus 1976  | 5 april 1978      | PRV          |
|                                       | Simone Veil                       | Simone Veil (1927–2017)         | Minister van Volksgezondheid           | 27 mei 1974       | 4 juli 1979       | DVD          |
| Minister van Sociale Zaken            | Simone Veil                       | Simone Veil (1927–2017)         | 30 maart 1977                          |                   | 4 juli 1979       | DVD          |
|                                       |                                   | Christian Beullac (1923–1986)   | Minister van Arbeid en Werkgelegenheid | 26 augustus 1976  | 5 april 1978      | DVD          |
|                                       |                                   | René Haby (1919–2003)           | Minister van Onderwijs                 | 27 mei 1974       | 5 april 1978      | RI (1977–78) |
|                                       | UDF (1978)                        | René Haby (1919–2003)           | Minister van Onderwijs                 | 27 mei 1974       | 5 april 1978      |              |
|                                       | Jean-Pierre Fourcade              | Jean-Pierre Fourcade (1929)     | Minister van Transport                 | 26 augustus 1976  | 26 september 1977 | RI           |
| Minister van Ruimtelijke Ordening     | Jean-Pierre Fourcade              | Jean-Pierre Fourcade (1929)     | 30 maart 1977                          |                   | 26 september 1977 | RI           |
|                                       |                                   | Fernand Icart (1921–2008)       | Minister van Transport                 | 26 september 1977 | 5 april 1978      | RI (1977–78) |
|                                       | Minister van Ruimtelijke Ordening | Fernand Icart (1921–2008)       | UDF (1978)                             | 26 september 1977 | 5 april 1978      |              |
|                                       | Pierre Méhaignerie                | Pierre Méhaignerie (1939)       | Minister van Landbouw en Visserij      | 30 maart 1977     | 21 mei 1981       | CDS          |
|                                       | Alain Madelin                     | Michel d'Ornano (1924–1991)     | Minister van Milieu                    | 30 maart 1977     | 5 april 1978      | RI (1977–78) |
|                                       | Alain Madelin                     | Michel d'Ornano (1924–1991)     | Minister van Cultuur                   | 30 maart 1977     | 5 april 1978      | UDF (1978)   |
|                                       | René Monory                       | René Monory (1923–2009)         | Minister voor Industriële Zaken        | 30 maart 1977     | 5 april 1978      | CDS          |
| Minister voor Midden- en Kleinbedrijf | René Monory                       | René Monory (1923–2009)         |                                        | 30 maart 1977     | 5 april 1978      | CDS          |
| Minister voor Beroepsopleiding        | René Monory                       | René Monory (1923–2009)         |                                        | 30 maart 1977     | 5 april 1978      | CDS          |
|                                       |                                   | Robert Galley (1921–2021)       | Minister voor Samenwerking             | 26 augustus 1976  | 22 december 1980  | RPR          |